# Duft-Herbst-Krokus
Der Duft-Herbst-Krokus (Crocus longiflorus) ist eine Pflanzenart aus der Gattung der Krokusse (Crocus).

## Merkmale
Der Duft-Herbst-Krokus ist ein herbst-/frühjahrsgrüner, ausdauernder Knollen-Geophyt, der Wuchshöhen von 7 bis 16 Zentimeter erreicht. Die Griffel sind dreiästig, die Äste sind manchmal geteilt. Die Blüten duften stark. Der Schlund ist tiefgelb und weist oben eine schwache Behaarung auf.
Die Blütezeit reicht von Oktober bis November.
Die Chromosomenzahl beträgt 2n = 28.

## Vorkommen
Der Duft-Herbst-Krokus kommt in Süd-Italien, auf Sizilien und auf Malta vor. Die Art wächst in trockene Felsrasen auf meist kalkhaltigem Untergrund.

## Nutzung
Der Duft-Herbst-Krokus wird selten als Zierpflanze für Steingärten genutzt. Die Art ist seit spätestens 1843 in Kultur.

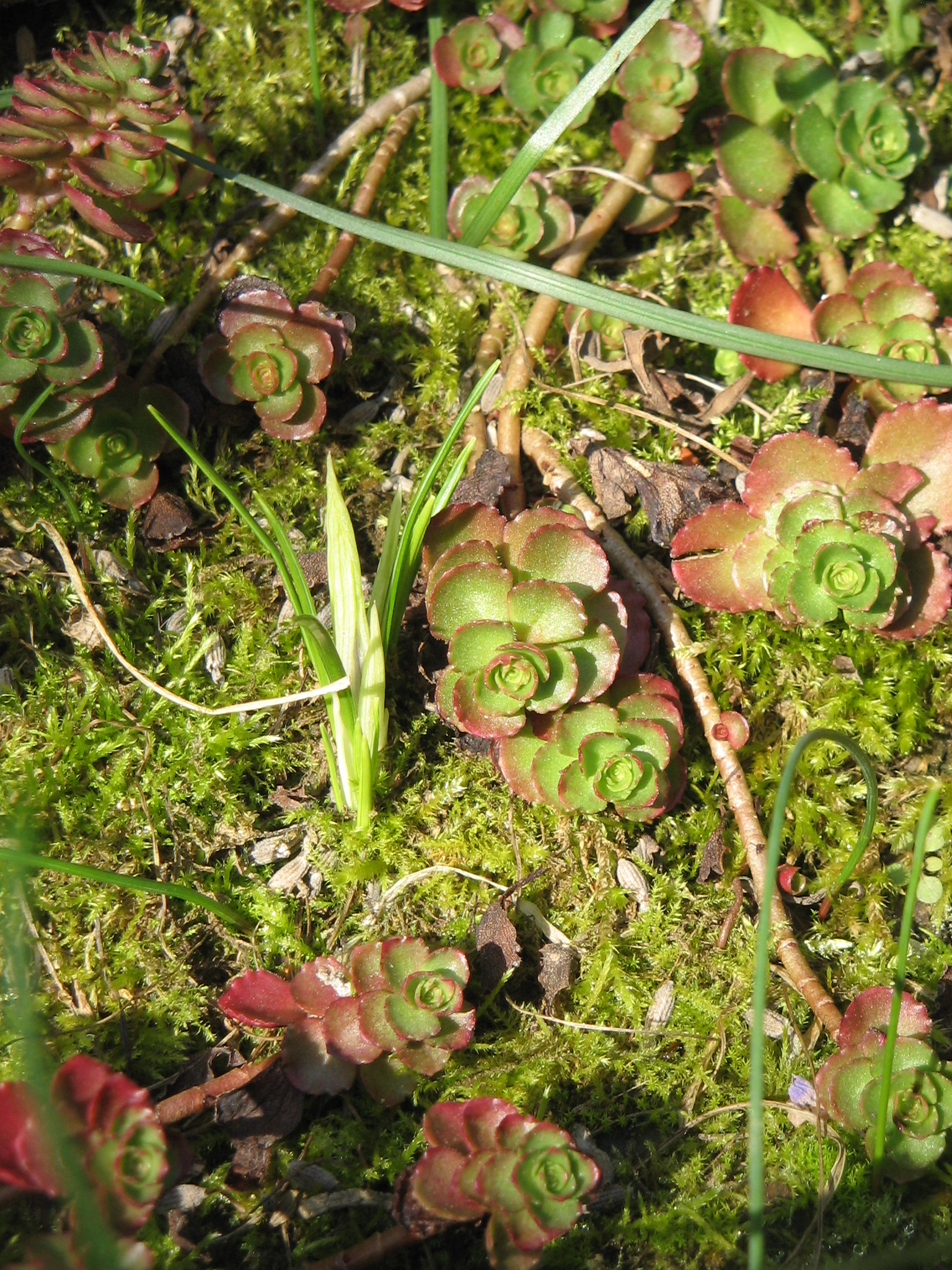
Knospen
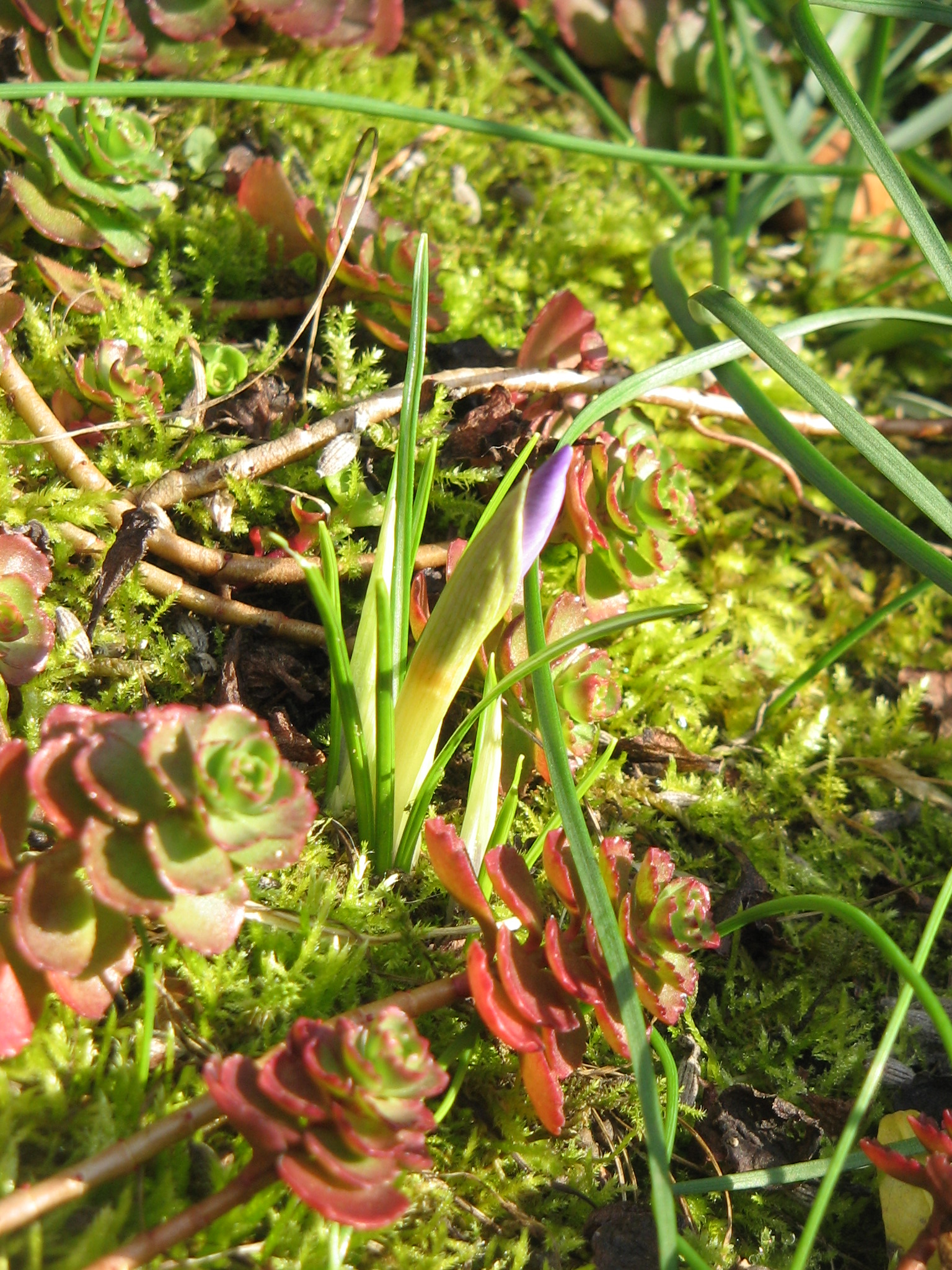
Aufblühen
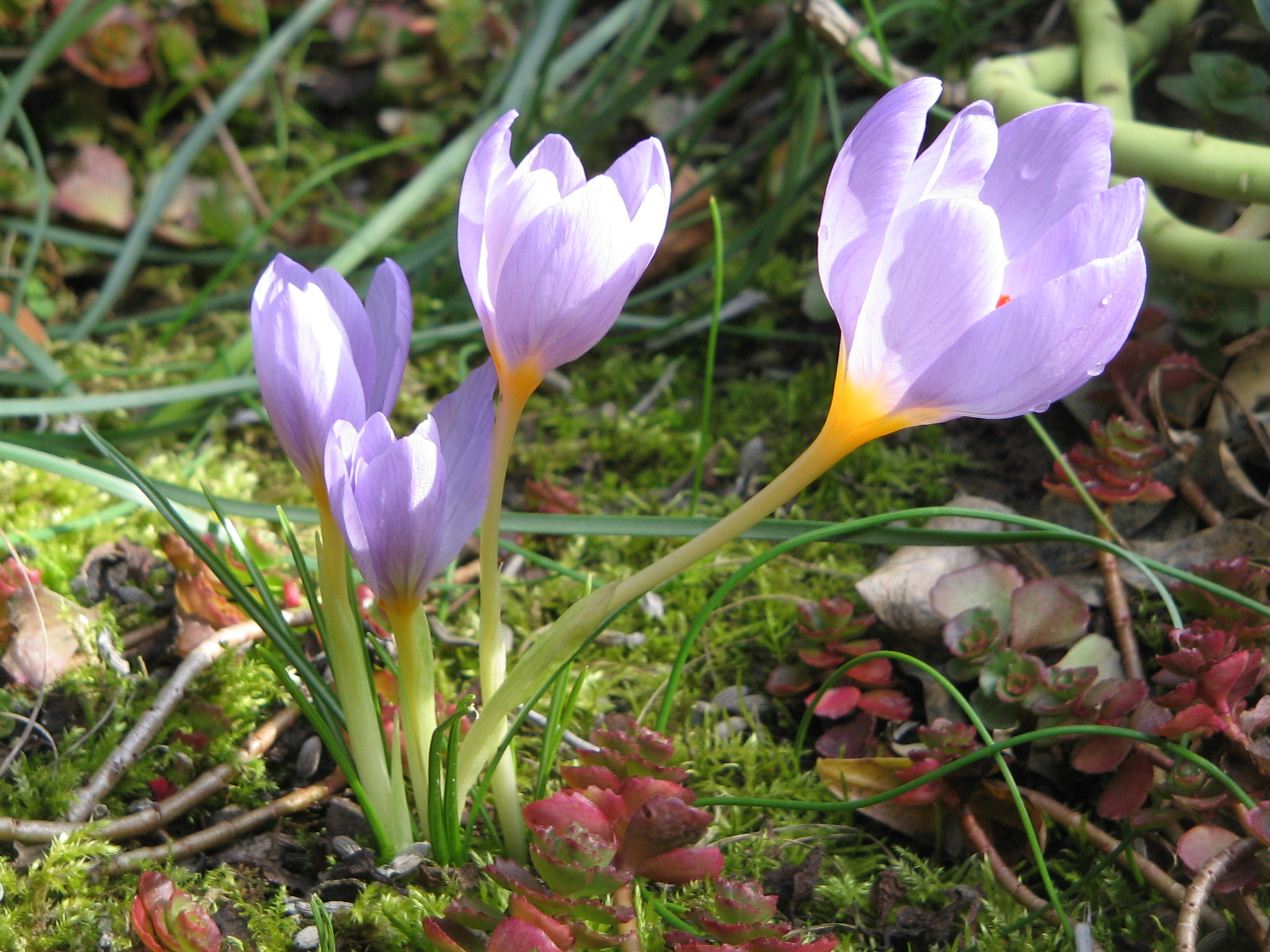
Außenseite der Blumen
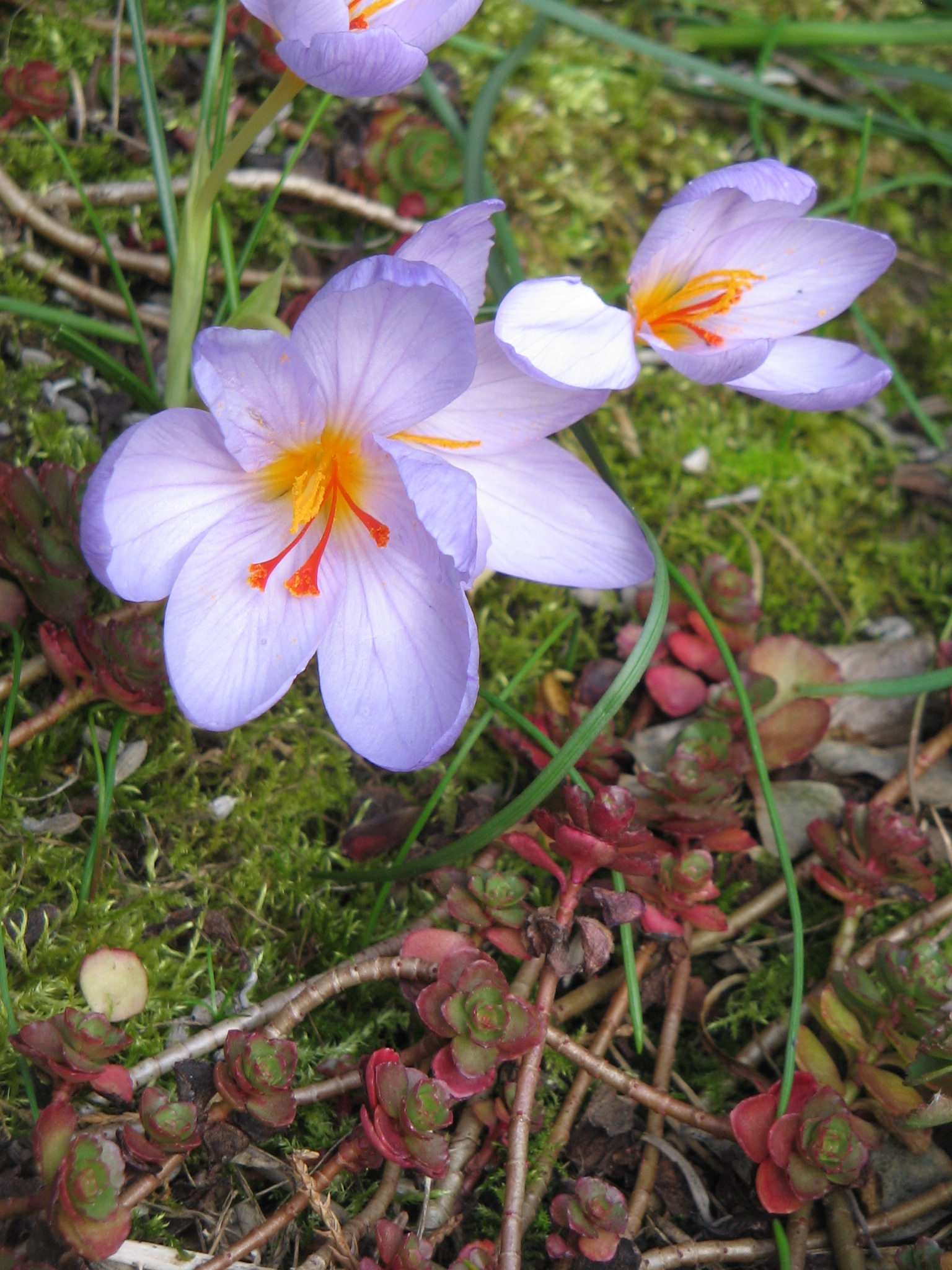
Innenseite der Blume